# Gabriele Mehl
Gabriele Mehl   (Hagenbach, 25 de febrer de 1967) és una exremadora alemanya que va competir durant les dècades de 1980 i 1990, primer sota bandera de la República Democràtica Alemanya i després de l'Alemanya reunificada.
El 1988 va prendre part en els Jocs Olímpics de Seül, on fou setena en la prova del vuit amb timoner del programa de rem. Quatre anys més tard, als Jocs de Barcelona, guanyà la medalla de bronze en la competició del quatre sense timoner del programa de rem formant equip amb Antje Frank, Annette Hohn i Birte Siech. En el seu palmarès també destaca una medalla de plata i una de bronze al Campionat del món de rem.